# 神奈川県立二俣川看護福祉高等学校
神奈川県立二俣川高等学校（かながわけんりつ ふたまたがわこうとうがっこう）とは、神奈川県横浜市旭区にある県立の進学型専門高等学校。通称「f高」。略称は、2024年度までの名称である二俣川看護福祉高校のころから変わっていない。

## 設置学科
- 全日制課程
  - 普通科
  - 福祉科

## 概要
看護科は当初、全国初の「衛生看護科」の単独校として開校し准看護師の養成を行なってきたが、現在は看護・医療系の従事者となる上級学校への進学を目的としている。
このため、看護科を卒業しただけでは准看護師試験を受験することができなかった。
2024年に看護科を募集停止し、2025年に普通科に改編された。現在、二俣川看護福祉高校の看護科の廃止に伴い、県内から看護を専門とする学校・学科はなくなった。

## 沿革
- 1964年4月 - 神奈川県立二俣川高等学校として開校（立野高等学校内）
- 1965年10月 - 現在地に移転
- 1967年4月 - 神奈川県立衛生短期大学付属二俣川高等学校に改名
- 2000年 - 福祉科を設置
- 2003年4月 - 神奈川県立衛生短期大楽廃止に伴い、神奈川県立二俣川看護福祉高等学校に改名
- 2004年5月 - 創立40周年記念式典
- 2024年 - 看護科の募集を停止予定[4][5]。
- 2025年 - 普通科の募集を開始 [4][5]。
- 同年4月1日 - 現在の校名に変更。

## 高大連携
- 神奈川県立保健福祉大学や北里大学と連携している。

## 交通
- 相鉄線二俣川駅より
  - 相鉄バス旭23で、「運転免許センター」下車 徒歩2分
  - 徒歩15分

## その他
敷地内の短大跡地には神奈川県立よこはま看護専門学校が移転し、今も看護師を目指す学生が多く通っている。
校門前道路の反対側に神奈川県立産業技術短期大学校が隣接しており、短大が体育授業の際に校庭を体育の授業が本校と被らない条件の時は一時的に間借りして授業を行うことがある。